# Pravěk
Pravěk je tradiční označení období dějin lidstva, ze kterého nejsou známy a nezachovaly se žádné písemné prameny, jde tedy o období do vzniku písma. V populární literatuře, v médiích atd. se někdy užívá i v širším smyslu pro celou minulost Země či Vesmíru. Nicméně pojem vznikl v 19. století v archeologii a pokud se v učebnicích a odborné literatuře používá, znamená dějiny společností a kultur, které neznaly písmo nebo nezanechaly písemné stopy, předhistorii či prehistorii. Badatel o prehistorii se nazývá prehistorik.
Pravěk zahrnuje období vzniku a vývoje člověka, lidské společnosti a kultury od nejstarších nálezů (asi 3 miliony let př. n. l., rozhraní třetihor a čtvrtohor) do vzniku „vysokých kultur“ a zavedení písma. K tomu došlo např. na Blízkém východě ve 4. tisíciletí př. n. l., v českých zemích de facto až v raném středověku. Pravěk je tak nejstarší a nejdéle trvající dějinnou etapou. Namísto chybějících písemných pramenů jsou zdrojem bližšího poznání pro období pravěku kosterní pozůstatky a hmotné památky dávných kultur.
Přechodem k historii s písemnými záznamy, ze kterých čerpá historie, jsou písemné památky dosud nesrozumitelné, nerozluštěné. Zpravidla jsou to ty nejstarší zápisy na daném území.

## Periodizace

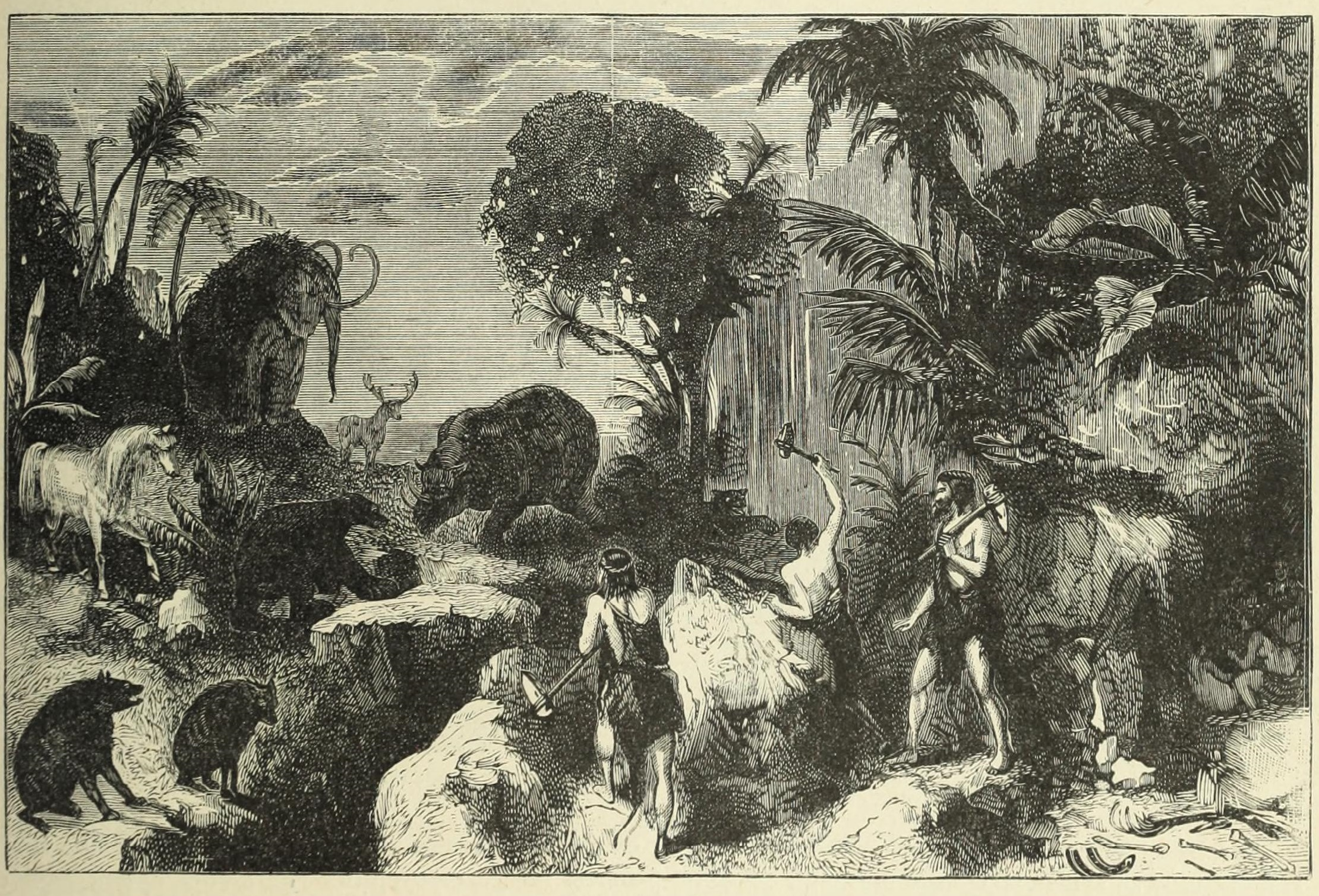
Ilustrace pravěku z roku 1882

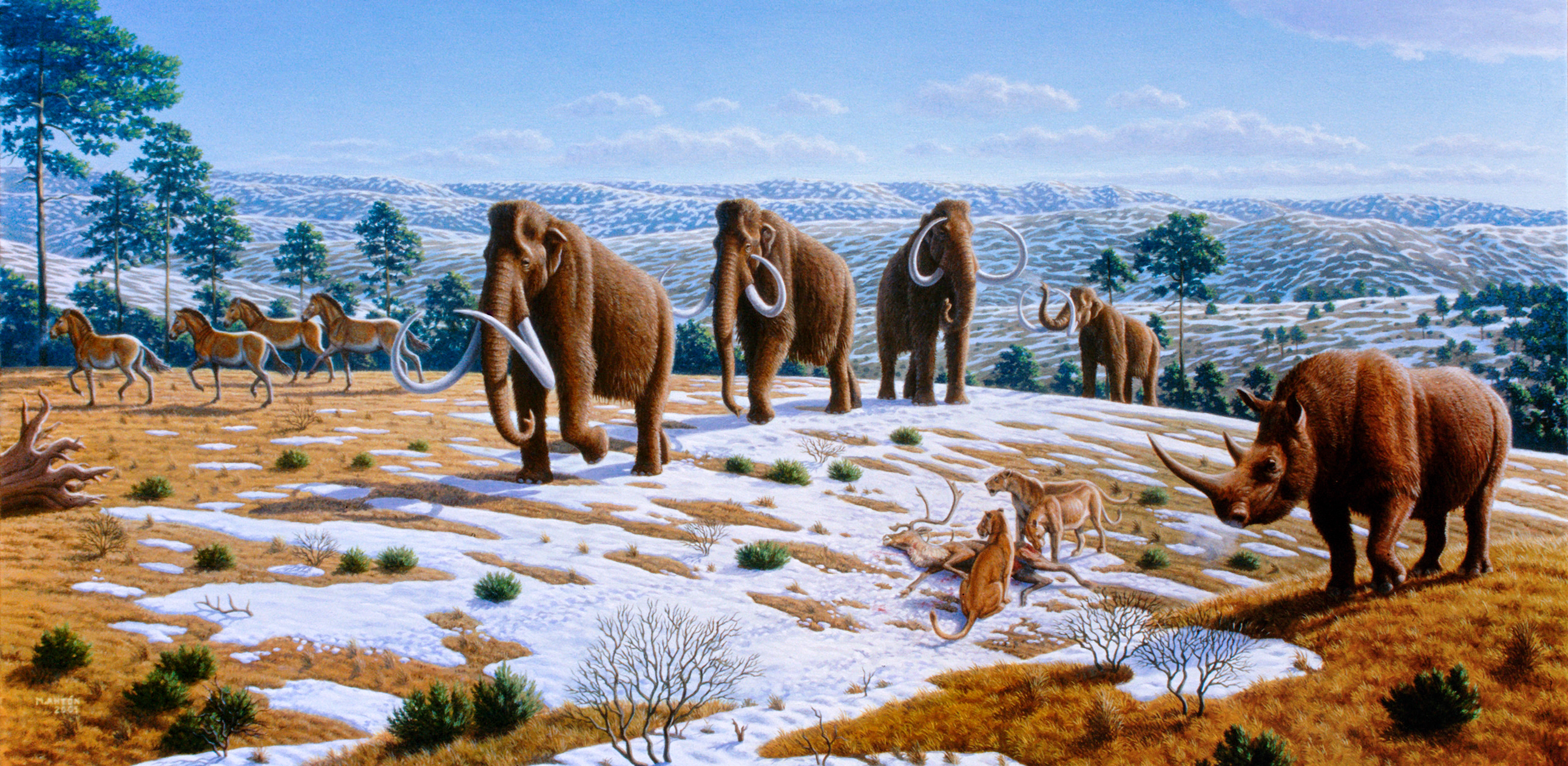
Pleistocenní mamutí step a její megafauna během poslední doby ledové

Podle materiálů, z nichž si lidé vyráběli nástroje, se pravěk (na základě Thomsenovy třídobé periodizace z roku 1836) obecně dělí takto (uvedená data jsou velmi přibližná a liší se pro různé oblasti světa i Evropy):
- Doba kamenná (3 500 000 př. n. l. ‒ 2200 př. n. l. nebo později)
  - Starší doba kamenná, paleolit (3 500 000 př. n. l. ‒ 8000 př. n. l.)
    - Nejstarší paleolit (3 500 000 př. n. l. ‒ 1 000 000 př. n. l.)
    - Starý paleolit (1 000 000 př. n. l. ‒ 300 000 př. n. l.)
    - Střední paleolit (300 000 př. n. l. ‒ 40 000 př. n. l.)
    - Mladý paleolit (40 000 př. n. l. ‒ 10 000 př. n. l.)
    - Pozdní paleolit (10 000 př. n. l. ‒ 8 000 př. n. l.)

  - Střední doba kamenná, mezolit (8000 př. n. l. ‒ místy 3000 př. n. l.)
  - Mladší doba kamenná, neolit (na Blízkém východě 9000 př. n. l., ve střední Evropě 5500 př. n. l. ‒ 4000 př. n. l. a déle)
  - Pozdní doba kamenná, eneolit, chalkolit či doba měděná (4000 př. n. l. ‒ na Blízkém východě 3500 př. n. l., ve střední Evropě 2200 př. n. l.)
- Doba bronzová (2200 př. n. l. ‒ 750 př. n. l.)
  - Starší doba bronzová (2200 př. n. l. ‒ 1600 př. n. l.)
  - Střední doba bronzová (1600 př. n. l. ‒ 1250 př. n. l.)
  - Mladší doba bronzová (1250 př. n. l. ‒ 750 př. n. l.)
- Doba železná (750 př. n. l. ‒ 0)
  - Starší doba železná, doba halštatská (750 př. n. l. ‒ 450 př. n. l.)
  - Mladší doba železná, doba laténská (450 př. n. l. ‒ 0)

### Jiné způsoby periodizace pravěku
1.) podle způsobu získávání potravy:
- období přisvojovacího hospodářství. Člověk byl plně závislý na přírodě. Sbíral divoce rostoucí plodiny a lovil zvířata. Zemědělství neexistovalo.
- období výrobního hospodářství. Toto období zahájila neolitická revoluce cca −10.000. Rozvíjelo se prvotní zemědělství. Z lovců a sběračů se stali výrobci potravy. Člověk byl samostatným a nezávislým na lovu a sběru.

2.) Podle technologie k výrobě nástrojů:
- období přizpůsobení si přírodních výtvorů: klacků, kostí a kamenů.
- období štípané industrie. Nejvhodnější surovinou byl pazourek.
- období hlazené a vrtané industrie. Bylo to nejmladší a technologicky nejvyspělejší období.

3.) podle uspořádání společnosti:
- období života v tlupě o 20–30 členech
- období rodového uspořádání, přičemž se rozeznává matriarchát a patriarchát.[zdroj?]

## Přehledná tabulka
| doba          | období                        | nástroje | ekonomika                                                                                  | sídla                                                                             | společnosti                                                            | náboženství                                                                                         |
| ------------- | ----------------------------- | --- | ------------------------------------------------------------------------------------------ | --------------------------------------------------------------------------------- | ---------------------------------------------------------------------- | --------------------------------------------------------------------------------------------------- |
| Doba kamenná  | Paleolit, Starší doba kamenná | Nástroje z předmětů nalezených v přírodě – kyj, ostrý kámen, sekyra, oštěp, jehla, šídlo, párátko                           | Lov a sběr                                                                                 | Pohyblivý způsob života – jeskyně, chatrče z kůže, většinou při řekách a jezerech | Skupiny sběračů a lovců (25–100 osob)                                  | Doklady víry v posmrtný život se objevují ve svrchním paleolitu jako rituální pohřby a kult předků. |
| Doba kamenná  | Mezolit, Střední doba kamenná | Nástroje z předmětů nalezených v přírodě – luk a šíp, vrš, loďka                                                            | Lov a sběr                                                                                 | Pohyblivý způsob života – jeskyně, chatrče z kůže, většinou při řekách a jezerech | Kmeny a skupiny                                                        | Doklady víry v posmrtný život se objevují ve svrchním paleolitu jako rituální pohřby a kult předků. |
| Doba kamenná  | Neolit, Mladší doba kamenná   | Nástroje z předmětů nalezených v přírodě – dláto, motyka, pluh, jařmo, srp, tkalcovský stav, keramika (hrnčířství) a zbraně | Neolitická revoluce – přechod k usedlému zemědělství, obdělávání půdy a domestikace zvířat | Statek, hospodářství                                                              | Kmeny, v některých společnostech se ke konci období objevují náčelníci | Doklady víry v posmrtný život se objevují ve svrchním paleolitu jako rituální pohřby a kult předků. |
| Doba bronzová | Doba bronzová                 | Měděné a bronzové nástroje, hrnčířský kruh                                                                                  | Zemědělství – chov dobytka, obdělávání půdy, řemesla, obchod                               | Statek, hospodářství                                                              | Kmeny, v některých společnostech se ke konci období objevují náčelníci | Doklady víry v posmrtný život se objevují ve svrchním paleolitu jako rituální pohřby a kult předků. |
| Doba železná  | Doba železná                  | Železné nástroje | Zemědělství – chov dobytka, obdělávání půdy, řemesla, obchod                               | Vznik měst                                                                        | Vznik říší                                                             | Doklady víry v posmrtný život se objevují ve svrchním paleolitu jako rituální pohřby a kult předků. |

1. ↑  Větší organizované společnosti vznikají v rané době bronzové v Egyptě, v Mezopotámii, v Indii a v Číně. V týchž oblastech se objevuje také písmo, snad vyjma Indie, u níž dosud chybí přesvědčivé důkazy, že tzv.protoindické písmo) skutečně písmem bylo. V pozdní době bronzové pak vznikají první říše.

## Období

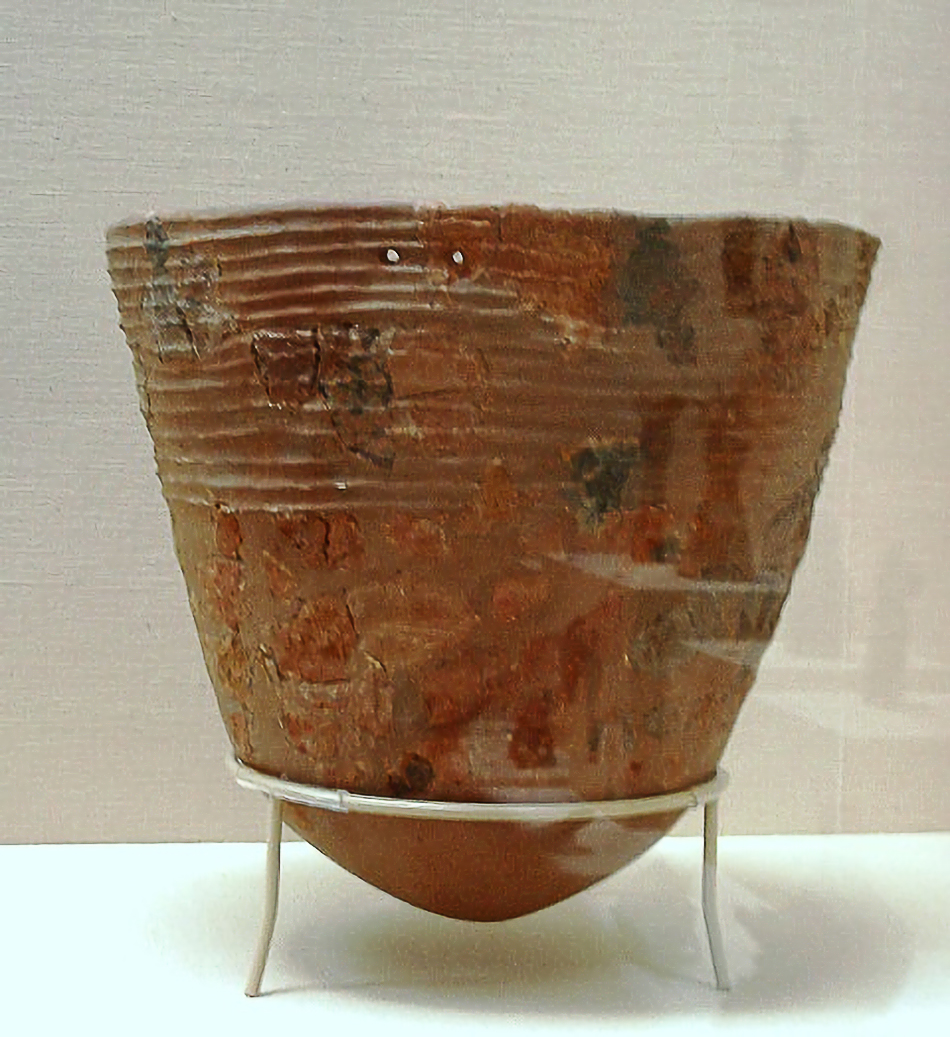
Pohár s vytlačovanou ozdobou (Japonsko, 10 000 př. n. l.)

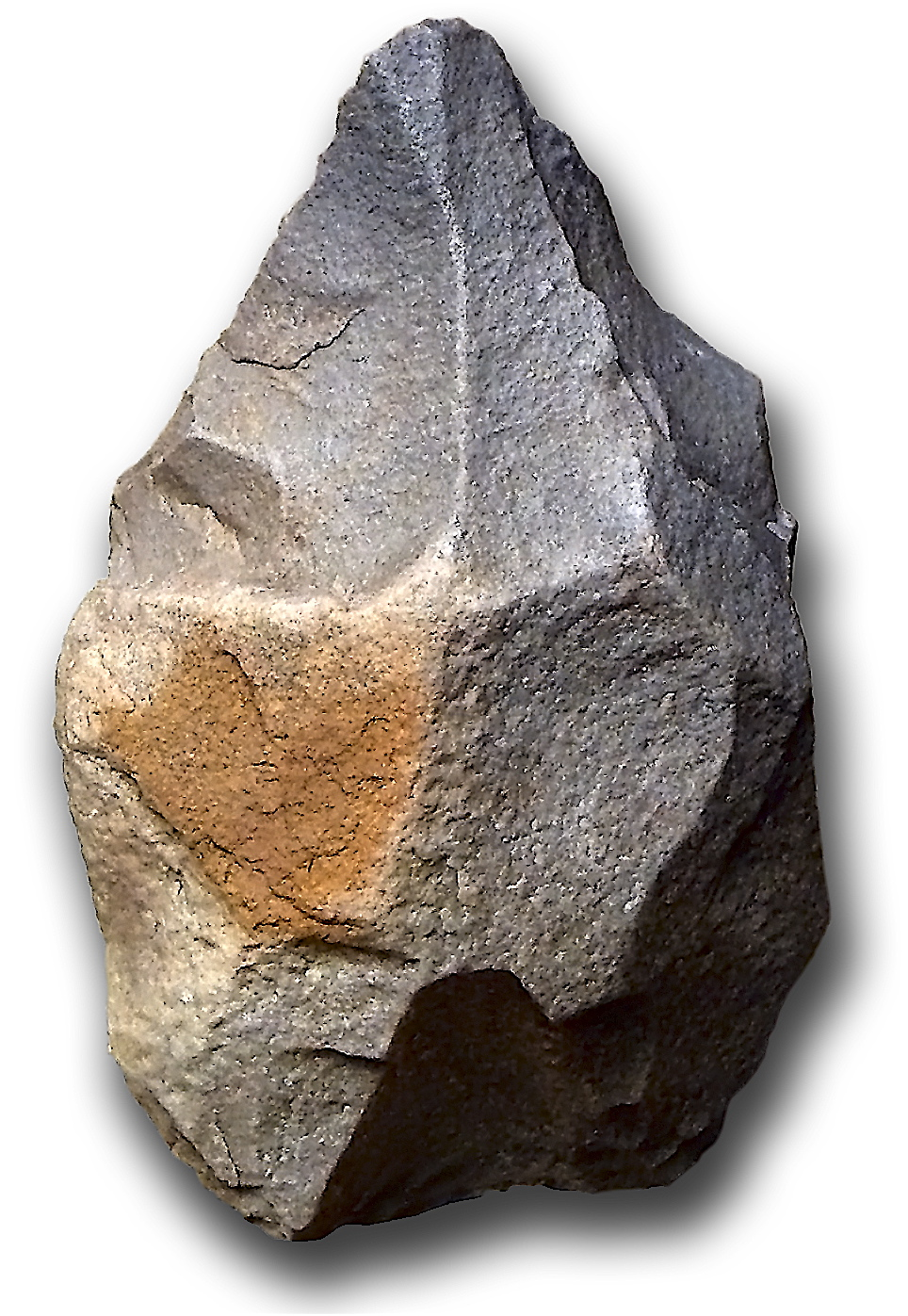
Pěstní klín

### Doba kamenná

#### Doba kamenná
Paleolit (starší doba kamenná) je období v lidských dějinách nejstarší a vůbec nejdelší. Začalo v době, kdy Homo habilis začal používat nalezené předměty, zejména kameny a kosti, jako nástroje, a skončilo poslední dobou ledovou. Ve středním paleolitu se poprvé objevili hominidi anatomicky podobní dnešním lidem.
V paleolitu žilo několik zástupců rodu Homo, včetně denisovanů a neandrtálců. První lidé dnešního typu se objevili v Evropě v mladém paleolitu před asi 40 tisíci lety. Během krátké doby nahradili neandertálce, kteří žili na území Evropy stovky tisíc let. Paleolitičtí lidé používali nástroje vyrobené z kamene. Některé byly využívány k drcení ulit nebo lebek zvířat či k mletí obilí na jiném kameni. Jiné byly uštípnuty od skály, aby měly ostré hrany, a mohly být použity jako hrot kopí nebo šípu. Některé kamenné nástroje byly pečlivě „vločkovité“ na okrajích, aby byly ostré, a měly symetrický tvar. Lidé v paleolitu používali také nástroje vyrobené ze dřeva a kostí a pravděpodobně i kožené nebo zeleninové filamenty[nepřesný odkaz], ty se ale nedochovaly. Lidé tehdy také věděli, jak rozdělat oheň. Sloužil jim nejen k tomu, aby se zahřáli, ale také k vaření a k ochraně před dravou zvěří.

#### Neolit a eneolit
V neolitu (mladší době kamenné) došlo – v souvislosti se změnou klimatu v důsledku konce poslední doby ledové – k přechodu přisvojovacího hospodářství v hospodářství výrobní, produktivní. S tím souvisí velké změny ve společnosti. Lidé začínali žít usedlým způsobem života, rozvinulo se zemědělství, pastevectví a domestikace zvířat, jako byl pes, koza nebo vepř. Mluví se o tzv. první dělbě práce. Díky ní se zvýšila životní úroveň. Vyrostly nové osady s domy, které se stavěly z cihel ze sušené hlíny. V těchto osadách se upevnilo matriarchální rodové zřízení a rostl počet obyvatel, tak vznikly první větší vesnice – neolitická sídliště. Změnila se i strava lidí, lidé začínali mít přebytky a tak je vyměňovali za jiné zboží. Převážně pěstovali obiloviny a zeleninu. Nositelé kultury s lineární keramikou byli vůbec prvními zemědělci na území dnešních Čech a Moravy.
Moderní genetické výzkumy zjistily, že většina současných Evropanů jsou potomci několika pravěkých migračních vln. Na jejich původu se podíleli mezolitičtí lovci a sběrači pocházející z kromaňonské populace, která obývala Evropu během poslední doby ledové, dále neolitičtí zemědělci, kteří se do Evropy začali stěhovat před 9000 lety z Anatolie během neolitické revoluce v zemědělství, a nakonec pastevci jámové kultury, kteří se stěhovali z pontsko-kaspické stepi ve východní Evropě v souvislosti s indoevropskými migracemi před 5000 lety.

## Odkazy

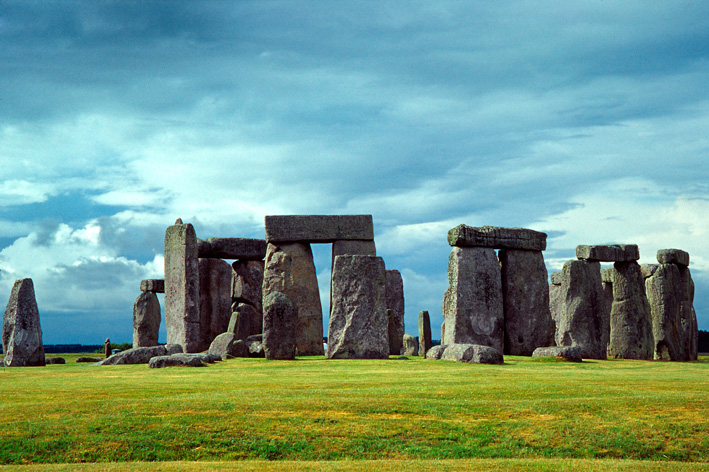
Stonehenge, Anglie, 3. tisíciletí př. n. l.

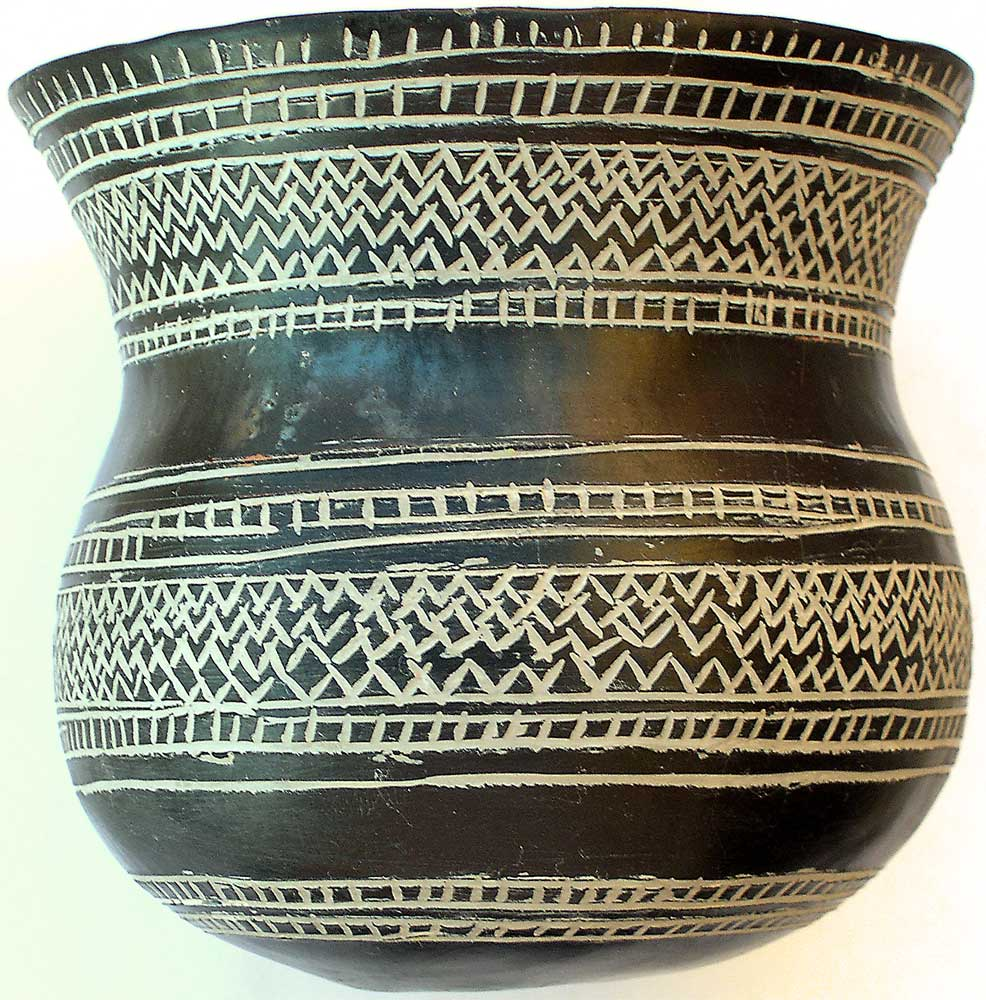
Zvoncovitý pohár (Španělsko, 2. tisíciletí př. n. l.)